# Buchensteinwand
Buchensteinwand är ett berg i Österrike.   Det ligger i distriktet Kitzbühel och förbundslandet Tyrolen, i den centrala delen av landet, 300 km väster om huvudstaden Wien. Toppen på Buchensteinwand är 1 462 meter över havet, eller 611 meter över den omgivande terrängen. Bredden vid basen är 5,0 km.
Terrängen runt Buchensteinwand är bergig åt sydost, men åt nordväst är den kuperad. Närmaste större samhälle är Fieberbrunn, 2,5 km väster om Buchensteinwand. 
I omgivningarna runt Buchensteinwand växer i huvudsak blandskog. Runt Buchensteinwand är det ganska glesbefolkat, med 36 invånare per kvadratkilometer.